# 土壤呼吸
土壤呼吸(Soil respiration)，生物在土壤中呼吸作用產生二氧化碳的過程，包含植物的根、根際、微生物和動物的呼吸。

土壤呼吸是重要的生態系統過程，碳在土壤中以二氧化碳(CO2)的形式釋放，其透過大氣中取得，光合作用轉換成有機化合物，植物再利用這些有機化合物來建造自己和借由呼吸作用釋放能量。當植物地表下的根呼吸時，增加了土壤呼吸。

隨著時間推移，異營生物會消耗植物的組成結構。異營生物和其它地表下生物釋放的二氧化碳都被考慮進土壤呼吸中。
生態系統中大量的呼吸作用受許多因素控制:土壤中溫度、溼度、營養含量和氧氣量都會使呼吸速率截然不同。

## 土壤呼吸與氣候變遷
人類活動對土壤呼吸有極大影響，因為人類有能力且已經在長年中改變許多種土壤呼吸的因子。全球的土壤呼吸速率都會受以下因素影響，氣候變遷中大氣不斷上升的二氧化碳，溫度升高和驟變降雨模式，而人類增加氮肥也有可能影響其速率。
土壤呼吸和其速率對於了解整個生態系統非常的重要，這是因為土壤呼吸在全球碳循環以及其他循環占了很重要的角色，植物的呼吸不僅釋放二氧化碳，在植物結構本身中也包含了其他元素如氮。土壤呼吸對於全球氣候變遷正回饋相關。正回饋是當系統當中改變時所產生的回應也是同一個改變方向，因此土壤呼吸速率當被氣候變遷影響時回應會增強氣候的變遷。

## 土壤二氧化碳來源

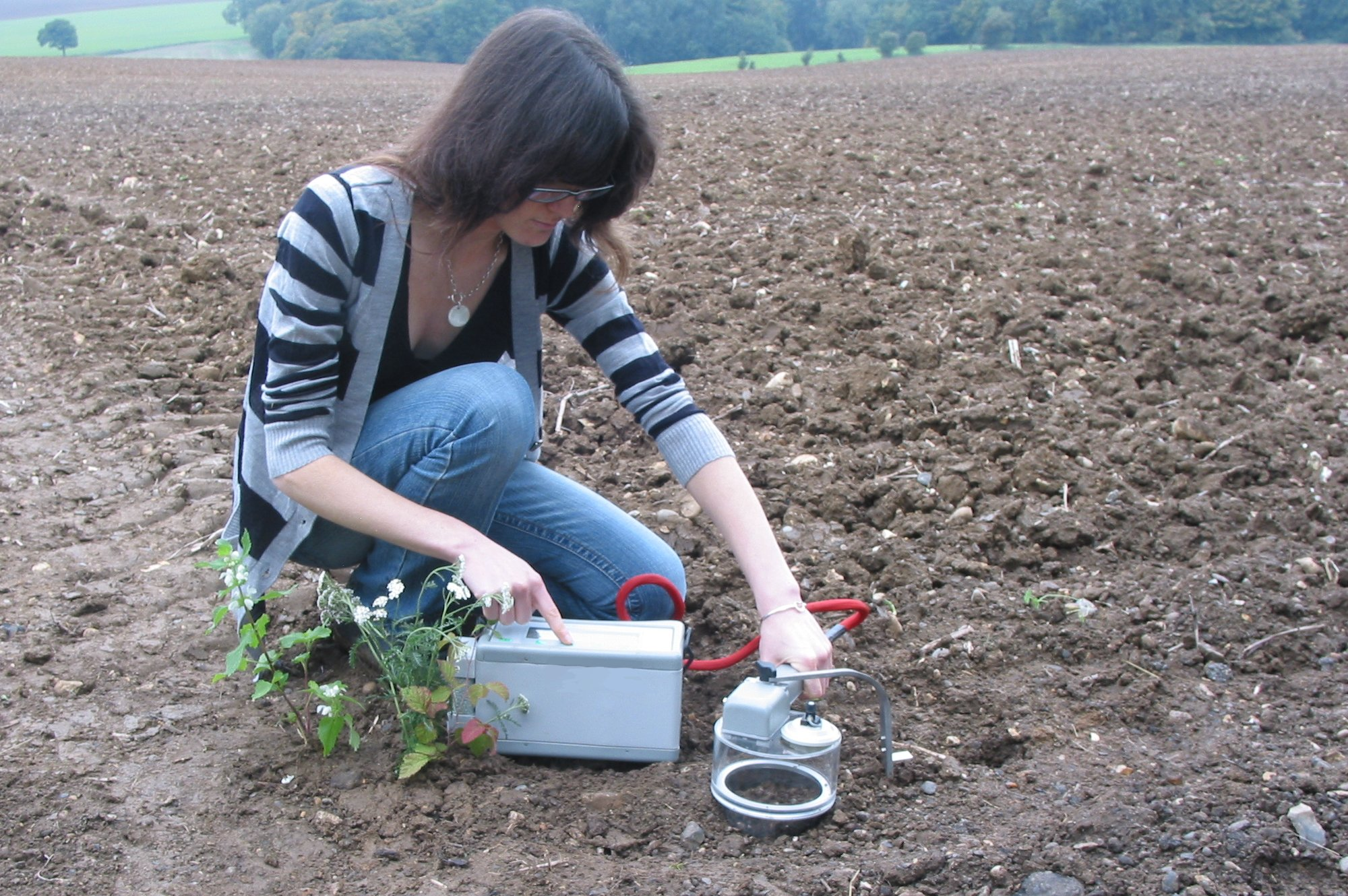
便攜式土壤呼吸測量系統測量土壤中二氧化碳的通量

細胞呼吸把機化合物轉換成能量、水和二氧化碳。所有發生在地底下的呼吸稱為土壤呼吸。從土壤2到20毫米中的呼吸都是土壤呼吸，來源包括植物的根，細菌，真菌和土壤動物。
三羧酸循環

三羧酸循環（英語：Tricarboxylic acid cycle；TCA cycle），或檸檬酸循環（Citric acid cycle）或克雷伯氏循環（Krebs Cycle），是需氧生物體內普遍存在的代謝途徑，因為在這個循環中幾個主要的中間代謝物是含有三個羧基的檸檬酸，因此得名。該方法依賴氧氣，被稱為有氧呼吸，動植物、真菌和細菌利用這個循環將有機化合物轉換成能量。這也就是土壤呼吸最基本的層面。
發酵

發酵是另一個過程，細胞從有機化合中物獲得能量。在此代謝途徑，能量從有機化合物而來卻無需使用氧氣。該反應的產物是通常是乙醇和二氧化碳或乳酸(比較少)。 [2] 由於缺乏氧氣，這種途徑被稱為無氧呼吸。在泥炭沼澤和濕地的土壤呼吸，二氧化碳在氧氣稀少的生態系統是重要來源。土壤中大多數透過呼吸釋放二氧化碳，然而發生在植物的根部占了很極重要的地位。
根呼吸

植物呼吸作用中一些有機化合物是由光合作用產生的。呼吸作用發生在根部，它增加了土壤呼吸，大約佔一半。然而，值的範圍可以從10-90％受到生態系統中植物種類和環境中受哪一類優勢植物影響。因此，通過根系呼吸產生的二氧化碳量由根生物質和根呼吸速率決定的。緊靠根的區域稱為根際，也對土壤呼吸起重要的作用。
根際呼吸

根際是根表面緊鄰其周邊土壤的區域。在這區域植物和微生物之間密切的互動。根持續釋放物質滲出或進入土壤，包括醣類、氨基酸、維生素、長鏈碳水化合物、酶和根細胞破裂而釋放裂解產物。失去的碳為滲出液，會因植物種類差異很大。已經證明通過光合作用獲取的碳，最多20％被根釋放到土壤作。細菌主要分解這些流出物。呼吸作用通過三羧酸循環消耗有機化合物。其他如發酵作用也是存在的，氧氣使用在根際和在離根較遠的散土相比是缺乏的。在根際的另一個重要的有機體是感染根系的真菌或菌根 ，這些真菌增加植物根的表面面積，並允許根接觸和獲得更多植物生長必需的土壤中養分，而植物會將醣轉移到真菌作為回報。真菌使用這些醣為能量作呼吸，土壤呼吸從而增加。真菌、細菌和土壤動物，也在枯枝落葉和土壤有機質的分解起到了很大的作用。
土壤動物

土壤動物豢養細菌和真菌，攝取和分解殘餘，增加土壤呼吸。

微型動物(Microfauna)是土壤動物最小的包括線蟲和原生動物，這群專門對付土壤細菌和真菌。

中型土壤動物(Mesofauna)是長度從0.1到2毫米的土壤動物，攝取土壤中的垃圾。糞便保有大量的水份和更大的表面積將允許新的微生物侵襲和更大量的土壤呼吸。

大型土壤動物(Macrofauna)是從2到20毫米，如蚯蚓和白蟻。微生物侵襲大部分大型動物暴露的大面積垃圾碎片。其他大型動物的洞穴或垃圾攝取，降低土壤密度，打破土壤骨料並增加土壤通氣和水的滲透。
|  |  |  |